# WebKit
WebKit（ウェブキット）は、Appleが中心となって開発しているオープンソースのHTMLレンダリングエンジン群の総称である。HTML、CSS、JavaScript、SVG、MathMLなどを解釈する。
WebKitは、元々AppleのmacOSに搭載されるSafariのレンダリングエンジンとして、LinuxやBSDといった、Unix系用のレンダリングエンジンであるKHTMLをフォークして開発された。現在はその他の多くのプラットフォームに移植されている。

## ライセンス
WebKitのWebCoreおよびJavaScriptCoreライブラリはGNU Lesser General Public License (LGPL) 、その他の部分は修正BSDライセンスで利用可能である。

## 歴史
WebKitは元々、macOSのウェブブラウザ "Safari" のレンダリングエンジンとして使用するため、LinuxやBSDといったUnix系用のブラウザ "Konqueror" のKHTMLソフトウェア・ライブラリを基にAppleによって作成され、現在までに、Apple、KDE、ノキア、Google、Torch Mobileなどによって改良が加えられた。

### 起源
LinuxやBSDなどのUnix系用ブラウザとして、1998年に KDEプロジェクト の HTMLレンダリングエンジン "KHTML" と KDE のJavaScriptエンジン (KJS) が開発された。その後、Appleが2002年にそれらをフォークしてWebKitを開発した。
WebKitはKHTMLをもとにしたHTMLパーザかつレンダラであるWebCoreと、KJSを基にしたJavaScriptエンジンであるJavaScriptCoreを下位ライブラリとして含む。
当初、KHTMLとKJSは、Mozillaプロジェクトによって同じくオープンソースで開発が進められていたGeckoエンジンの基本方針である高いWeb標準への準拠と競合しないよう、Internet Explorerとの高い互換を目指し開発が行われていた。
その後、WebKitでは両ライブラリともパフォーマンス向上やWebサイトの表示の改善、Web標準へのさらなる準拠のために、基となったKDEの実装からかなりの修正が加えられている。

### 開発・オープンソース化
Mac OS X v10.3以降に搭載されているmacOS標準のウェブブラウザ、Safariの基礎を成している。プログラマはわずかな作業でその機能を外部アプリケーションから利用できる。Objective-CからWebKitのAPIにアクセスすることでWebサーバとの通信、Webページの取得および表示、外部プラグインの利用などを扱うことができる。
2005年6月7日、Safariの開発者Dave Hyattは自身のブログ上でAppleがWebKitをオープンソース化し（それまではWebCoreとJavaScriptCoreのみがオープンソースであった）、CVSとBugzillaへのアクセスを公開することを発表した。これに関してはBertrand SerletがAppleのWWDC 2005にて初めて公式発表を行っている。また、2006年1月10日にCVSからSubversionに移行した。
2007年初めにはアニメーションなどを含む新たなCSS拡張の実装に着手した。これらの拡張は標準化のため2009年にW3Cにワーキングドラフトとして提出された。
2007年11月には、HTML5のメディア機能のサポートを達成したことが発表された。このHTML5に部分対応したWebKitでは、組み込み動画のネイティブ描画とスクリプトコントロールが可能である。
2008年3月26日、WebKit r31356（最初のスコア100はr31342）が、世界で最初に公開されたAcid3（ウェブ標準準拠の指標の一つ）に合格したレンダリングエンジンとなった。2008年9月25日、スムーズなアニメーションを含め、Acid3を完全にパスしたと発表された。

### WebKit2
2010年4月8日、分離プロセスモデルを採用したWebKit2の開発が発表された。WebKit2の採用例としては、AppleやTizenなどがある。WebKit2ではWebKitから大幅にAPIの仕様が変更されており、互換性が失われている。そのため「WebKit2」という新たな名称を採用し、従来のWebKitとは区別できるようにしている。
2011年7月21日にAppleがWebKit2エンジンであるSafari5.1を公開した。iOS向けのSafariでは、iOS 8よりWebKit2が採用された。

### Blinkとの分裂
2013年4月3日、AppleとGoogleが開発方針をめぐって対立したことや、Chromiumを搭載した時期からWebKitエンジン自体が複雑化したことで開発の遅滞が問題視された。このことからGoogleはWebKitをBlinkにフォークさせる事を発表した。直前にChromiumへの参加という形でWebKit採用を発表していたOperaも、それに伴いBlink採用を表明する形となった。翌日の4月4日、AppleはV8の排除、JavaScriptCore以外の使用の排除、Skiaの排除、GoogleのビルドシステムGYPの排除などの計画を表明し、WebKitはGoogleが直接使うエンジンではなくなった。しかし、Linux向けビルドも用意され、依然としてOSSでありSafari専用という訳ではない。

### 移植
当初macOSのために開発されたため、WebKitを使用したウェブブラウザはmacOS専用のものが多かったが、Google Chrome (同系統のChromiumも同様。ただしそれらは2013年4月以降はWebKitから分岐されたBlinkを使用) など、LinuxやWindows向けウェブブラウザにもWebKitを採用したものが出てきている。Apple自身もWindows版のSafariの開発にも用いている。最近ではWebKitはデスクトップにとどまらず、モバイルプラットフォームでも活用されている。
- ノキアは、自社のSymbian OS上のインターフェース環境S60 3rd Editionのブラウザ用に、WebKitをS60に移植した (S60 WebKit)[17]。
- アドビは、Flash、Flex、HTML、JavaScript、Ajaxの技術を用いて、高度なインターネットアプリケーションを構築するクロスプラットフォームなランタイムであるAIR（コードネームApollo）において、HTMLやJavaScriptを処理するエンジンとしてWebKitを採用している[18]。また、Adobe Dreamweaver CS4での採用が発表された[19]。
- Googleは、Google ChromeやAndroid標準ブラウザ(4.3以前)、携帯電話プラットフォームAndroidで採用している[20]。
- WebKit/GTK+は、GTK+（現・GTK）向けのポート。様々なWebブラウザやメールクライアント等で利用されている[21]。
- Windows向けのウェブブラウザであるLunascapeは、バージョン5.0αから、WebKitを選択可能なエンジンの一つとして搭載。
- Iris Browserは、Torch MobileによるWebKitをベースにした、QTとQtopia、Windows Mobile向けブラウザ。1.0.5PreviewよりWindows Mobile 5もサポートされた[22]。
- Opera Softwareは、自社の独自路線を変更し、Webkitの採用を決めたことを発表していた[23]。ただし、前述の通りその後Blinkへ移行している。

## コンポーネント

### WebCore
WebCoreは、WebKitプロジェクトにより開発された、HTMLおよびSVGのレイアウト、レンダリング、Document Object Model (DOM) ライブラリである。WebCoreの完全なソースコードはLGPLで公開されている。WebKitフレームワークはWebCoreおよびJavaScriptCoreをラップし、C++ベースのWebCoreレンダリングエンジンおよびJavaScriptCoreスクリプトエンジンにObjective-C application programming interface (API) を提供することにより、Cocoa APIベースのアプリケーションから容易に参照することを可能にしている。より最近のバージョンはクロスプラットフォームのC++プラットフォーム抽象化を含んでおり、また様々なportは追加APIを提供している。

### JavaScriptCore
JavaScriptCoreは、WebKitの実装にJavaScriptエンジンを提供するフレームワークであり、またmacOSのその他の場面で使用される同様のスクリプティングを提供する。JavaScriptCoreはKDE's JavaScript engine (KJS) ライブラリおよびPerl Compatible Regular Expressions (PCRE) 正規表現ライブラリに由来している。KJSおよびPCREからフォークされてから、JavaScriptCoreは多くの新機能について改良がなされ、パフォーマンスも大幅に向上している。
2008年6月2日、発表時点で従来より1.6倍の高速化を果たした、新たなJavaScriptCoreとしてバイトコードインタプリタVMのSquirrelFishが発表された。また、9月18日には、SquirrelFishよりおよそ2倍の高速化を果たしたSquirrelFish Extreme (SFX) が発表された。

### Drosera
DroseraはWebKitのナイトリービルドに含まれていたJavaScriptデバッガーである。Droseraの名は食虫植物（つまりバグを食べる）のモウセンゴケ属の学名から付けられた。DroseraはWeb Inspectorに含まれるデバッギング機能によって置き換えられている。

### SunSpider
SunSpiderは、現在および近い将来に想定されるJavaScriptの使用（画面描画、暗号化、テキスト操作など）に関連するタスクのJavaScriptパフォーマンスを測定する目的で作られたベンチマークスイートである The suite further attempts to be balanced and statistically sound.。
SunSpiderはAppleのWebKitチームによって2007年12月にリリースされた。SunSpiderは広く受け入れられ、他のブラウザーの開発者もブラウザー間のJavaScriptパフォーマンスを比較するため使用している。

## WebKitを使用するソフトウェア

### ウェブブラウザ
- クロスプラットフォーム
  - Arora (Qt Webkit Integration)
  - Midori（Webkit/GTK+、Xfceプロジェクトの一部）
  - QtWeb
  - NetFront Browser NX [38]
- macOS向け
  - OmniWeb
  - Sunrise
  - Stainless
  - iCab
  - Shiira
- Windows向け
  - Lunascape（5.0α以降・Trident及びGeckoも使用可能）
  - Sleipnir（3.5.0.4000以降4.1.4.4000まで、4.3.0.4000以降はBlink採用）
- Unix系OS向け
  - rekonq
  - Web（2.28以降）
- Haiku 向け
  - WebPositive
- モバイル向け
  - BlackBerry Browser（6.0以降）
  - Iris Browser (for Windows Mobile 5/6)
  - NetFront Life Browser[39]
- ゲーム機向け
  - ニンテンドー3DS インターネットブラウザー（システムバージョン2.0.0-2J以降）
    - NetFront Browser NX が搭載されている[40][41]。ただし、任天堂の仕様ではNetFront Browserになっている[42]。

  - Wii U インターネットブラウザー（システムバージョン2.1.0J以降）
    - NetFront Browser NX が搭載されている[43][44]

  - PlayStation Vita Browser
  - PlayStation 3 Internet browser(システムソフトウェア4.10以降)
  - PlayStation 4 インターネットブラウザー

#### WebKit2
- macOSおよびiOS向け
  - Safari

#### 開発終了
- Flock（3.0以降）
- Swift (for Windows)
- RockMelt(Windows及びMac OS X)

##### Chromiumベース
- 全てBlinkへ移行
  - Google Chrome
  - SRWare Iron
  - CoolNovo
  - AnciaChrome

### その他のソフトウェア
- macOSおよびWindows向け
  - iTunes
  - AIR
  - Dreamweaver CS4, CS5 - Webオーサリングソフト
  - Steam - ゲーミングプラットフォーム
- macOS向け
  - メール - macOS付属のソフトウェア
  - Dashboard - macOS付属のソフトウェア環境
- モバイル向け
  - Android - Googleの提唱する携帯電話用プラットフォーム
  - iOS - 内包され、SafariやMail等で利用されている
  - HP webOS - HPのAccess Linux Platform (ALP) をベースとした携帯電話用プラットフォーム
- ChromeOS

## バージョンの対応関係
Google Chrome は 28以降 Blink に移行したが、下記表は Blink を含まず、WebKit の対応表。
| WebKit | Safari        | Mobile Safari | Google Chrome | Android Browser | Chrome for Android | 3DS                  | New 3DS    | Wii U           | PS3    | PS4         | Vita        |
| ------ | ------------- | ------------- | ------------- | --------------- | ------------------ | -------------------- | ---------- | --------------- | ------ | ----------- | ----------- |
| 525    | 3.1, 3.2      | 3.1           | 0.4           |                 |                    |                      |            |                 |        |             |             |
| 528    |               | 4.0           | 1             | 1.5, 1.6        |                    |                      |            |                 |        |             |             |
| 530    | 4.0 - 4.0.2   |               | 2             | 2.0, 2.1        |                    |                      |            |                 |        |             |             |
| 531    | 4.0.3 - 4.0.5 | 4.0.4         |               |                 |                    |                      |            |                 | 4.10 - |             | 1.00 - 1.81 |
| 532    |               | 4.0.5         | 3, 4          |                 |                    |                      |            |                 |        |             |             |
| 533    | 4.1, 5.0      | 5.0.2         | 5             | 2.2, 2.3        |                    |                      |            |                 |        |             |             |
| 534    | 5.1           | 5.1           | 6 - 12        | 3.0 - 4.2       |                    | 2.0.0-2J - 9.5.0-22J |            | 2.1.0J - 3.1.0J |        |             |             |
| 535    |               |               | 13 - 18       |                 | 16 - 18            | 9.5.0-23J -          |            |                 |        |             |             |
| 536    | 6.0           | 6.0           | 19, 20        |                 |                    |                      | 8.1.0-0J - | 4.0.0J -        |        | 1.00 - 1.76 | 2.00 - 3.20 |
| 537    | 7.0           | 7.0           | 21 - 27       | 4.3             | 25 - 27            |                      |            |                 |        | 2.00 -      | 3.30 -      |